# چن لونگکان
چن لونگکان (انگلیسی: Chen Longcan؛ زادهٔ ۲۱ مارس ۱۹۶۵) یک بازیکن تنیس روی میز اهل جمهوری خلق چین است. 
وی در مسابقات کشوری و مسابقات بین‌المللی در مجموع برنده ۱ مدال طلا شده‌است.